# 穆哈雷姆·詹达什
穆哈雷姆·詹达什（土耳其語：Muharrem Candaş，1921年—2009年10月19日），土耳其男子摔跤运动员。他曾代表土耳其参加世界摔跤锦标赛，获得一枚金牌。他也曾参加1948年夏季奥林匹克运动会。